# Сентрал Хјурон (Онтарио)
Сентрал Хјурон (енгл. Central Huron) је општина у Канади у покрајини Онтарио. Према резултатима пописа 2011. у општини је живело 7.591 становника.

## Становништво
Према резултатима пописа становништва из 2011. у граду је живело 7.591 становника, што је за 0,7% мање у односу на попис из 2006. када је регистровано 7.641 житеља.
| 2006. | 2011. |
| ----- | ----- |
| 7.641 | 7.591 |